# ハイ・ライズ (映画)
『ハイ・ライズ』（原題: High-Rise）は、2015年のイギリスのSFドラマ映画である。監督をベン・ウィートリーが務め、主演をトム・ヒドルストンが務めている。第40回トロント国際映画祭にてプレミア上映された。

## あらすじ
大学の生理学部で教鞭を執る医師のロバート・ラング（トム・ヒドルストン）が、40階建ての高層ビルに引っ越してくる。その建物はアンソニー・ロイヤル（ジェレミー・アイアンズ）が設計したものであり、ジムからスパ、プール、スーパー・マーケットに至るまで、快適な環境が提供されている。上層階に暮らしている者ほど富裕であるが、下層階に暮らす者たちは不満を募らせつつある。25階に住むラングは、姉の死による心の傷を抱えながらも、住民たちとの交流を始める。
ラングは、最上階に住むロイヤルの部屋に招かれて、すぐに彼と打ち解ける。26階に息子のトビー（ルイス・サック）と住むシャーロット・メルヴィル（シエナ・ミラー）は、ラングと肉体関係をもつ。彼女の部屋で開催されたパーティーで、ラングは、3階に住むドキュメンタリー監督のリチャード・ワイルダー（ルーク・エヴァンス）と出会う。ワイルダーは、妻のヘレン（エリザベス・モス）がいるにもかかわらず、シャーロットを口説き落とそうとしている。
ロイヤルの妻のアン（キーリー・ホーズ）が開催する仮装パーティーにスーツ姿のままで出席したラングは、39階に住む教え子のマンロー（オーガスタス・プリュー）をはじめ、他の出席者たちから笑い者にされる。ラングは、検死解剖の最中に失神したマンローの検査結果を手に入れて、後日、彼を教員室に呼び出す。検査で悪いところが見つかったと聞かされたマンローは衝撃を受ける。パーティーの開催中、マンローはバルコニーから飛び降りて自殺する。警察が捜査しないことを不審に感じたワイルダーは、この建物の問題を暴くため、ドキュメンタリーを撮り始める。
停電や断水が解決しない中、次第に、この建物全体をセックスと暴力が支配していく。いたるところで性交が行われて、強奪が相次いで発生する。ワイルダーは、ロイヤルの元家政婦の部屋を訪ね、銃を手渡され、トビーの父親がロイヤルであることを知らされる。ワイルダーはシャーロットの部屋へ押し入り、彼女に暴行する。その頃、ラングは自らの部屋の壁をペンキで塗り替えていた。ラングは、部屋に来たヘレンと肉体関係をもつ。
ロイヤルの側近たちは、扇動者として振る舞うワイルダーにロボトミー手術を施すべきだと考えて、ラングを最上階に連れてくる。バルコニーから突き落とされそうになりながらも、ラングは、この建物で唯一まともな人間がワイルダーであると述べて、ロボトミー手術の執刀を拒む。ラングが去ったのち、ワイルダーが最上階を訪れて、ロイヤルを射殺する。ワイルダーは、アンと取り巻きの女たちに次々と刃物で刺されて絶命する。
この建物にラングが引っ越してきてから、3か月が経つ。少なくない数の住民たちの死体がそこかしこに転がっており、廃墟の様相を呈している。満ち足りた顔つきのラングは、シャーロットとベッドに横たわる。トビーはラジオでマーガレット・サッチャーの演説を聞いている。トビーの咥えたパイプからシャボン玉が吐き出されて、ゆっくりと大空に舞い上がっていくのであった。

## キャスト
※括弧内は日本語吹替
- ロバート・ラング - トム・ヒドルストン（平川大輔）
- アンソニー・ロイヤル - ジェレミー・アイアンズ（佐々木省三）
- シャーロット・メルヴィル - シエナ・ミラー（高橋麻里子）
- リチャード・ワイルダー - ルーク・エヴァンス（井木順二）
- ヘレン・ワイルダー - エリザベス・モス（野首南帆子）
- パングボーン - ジェームズ・ピュアフォイ
- アン・ロイヤル - キーリー・ホーズ
- コスグローヴ - ピーター・フェルディナンド（英語版）
- ジェーン - シエンナ・ギロリー
- スティール - リース・シアースミス
- タルボット - エンゾ・シレンティ（英語版）
- マンロー - オーガスタス・プリュー
- シモンズ - ダン・スキナー（英語版）
- フェイ - ステイシー・マーティン（野首南帆子）
- ロバート - トニー・ウェイ（英語版）
- ローラ - レイラ・ミマック（英語版）
- マーサー - ビル・パターソン（英語版）
- トビー - ルイス・サック[4]

## 上映
2015年9月13日、トロント国際映画祭にて上映された。イギリスでは、2016年3月18日に一般公開された。

## 評価
Metacriticでは、36件の批評家レヴューで平均値は65点だった。Rotten Tomatoesでは、166件の批評家レヴューで平均値は6.4点、支持率は62%だった。
『The Hollywood Reporter』のスティーヴン・ダルトンは、「ベン・ウィートリーとエイミー・ジャンプの過去の作品にあった脅威とユーモアが欠けている」と批判した上で、本作を「野心的で素晴らしい失敗作」と評した。